# Altares

Território da freguesia dos Altares.

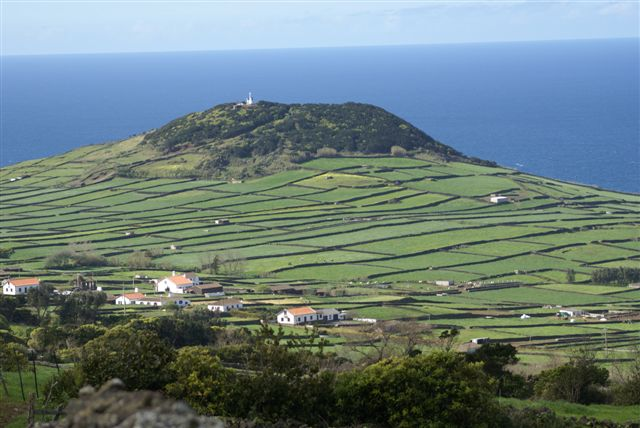
O Pico Matias Simão, elevação icónica que marca a freguesia e poderá estar na origem do topónimo.

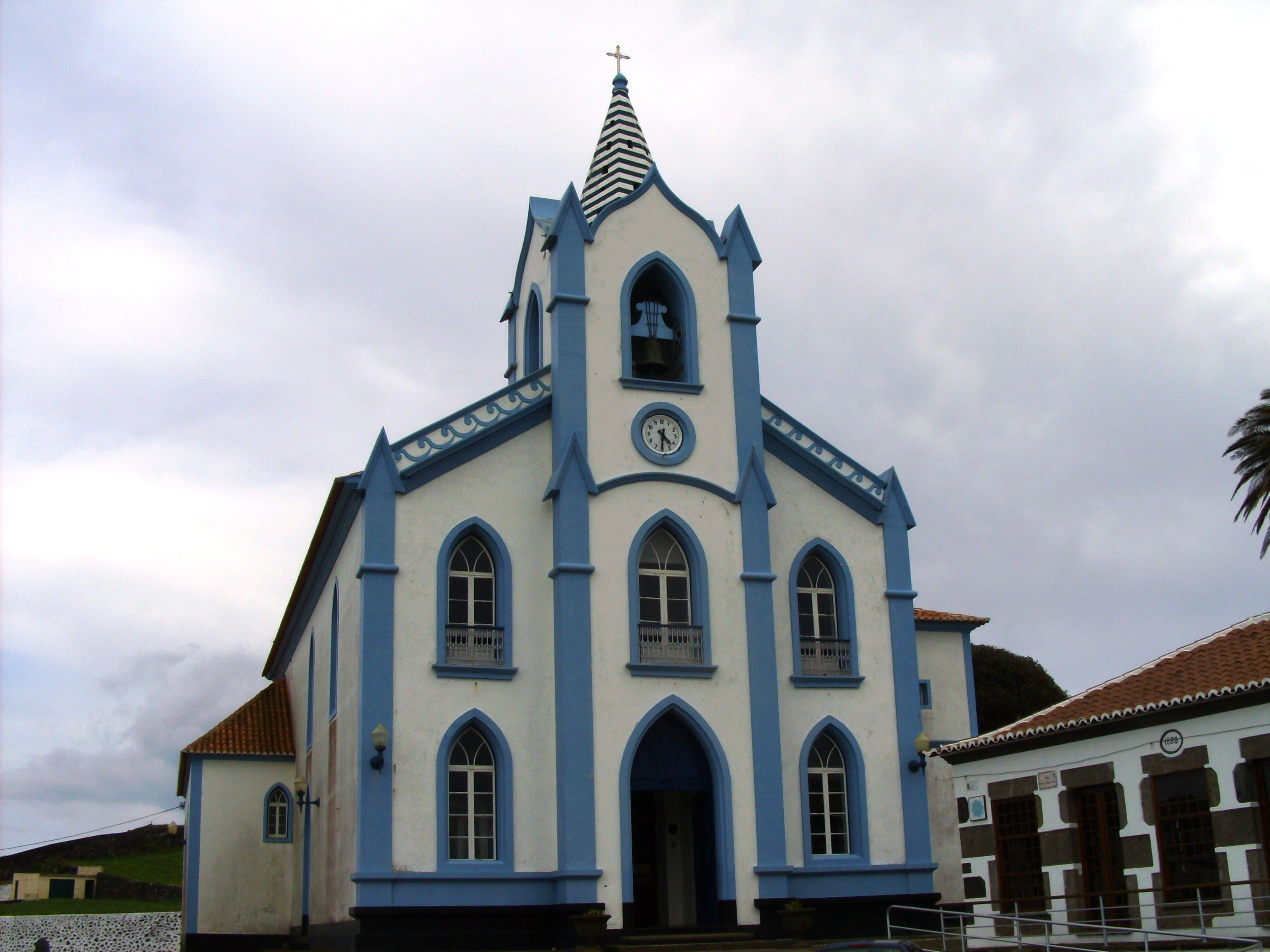
A igreja paroquial de São Roque dos Altares (fundada no século XV; reconstruída em 1901).

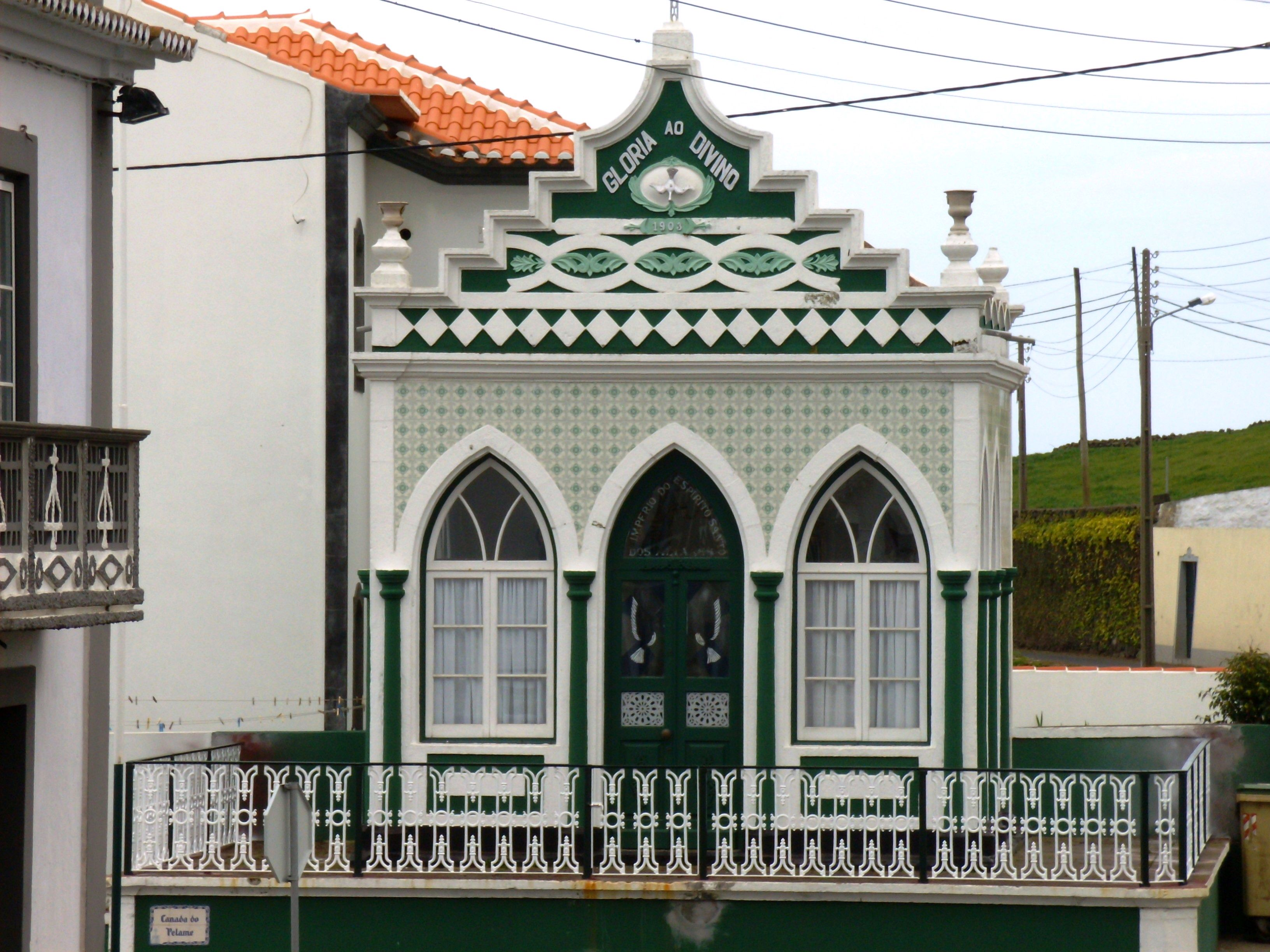
Império do Divino Espírito Santo dos Altares.

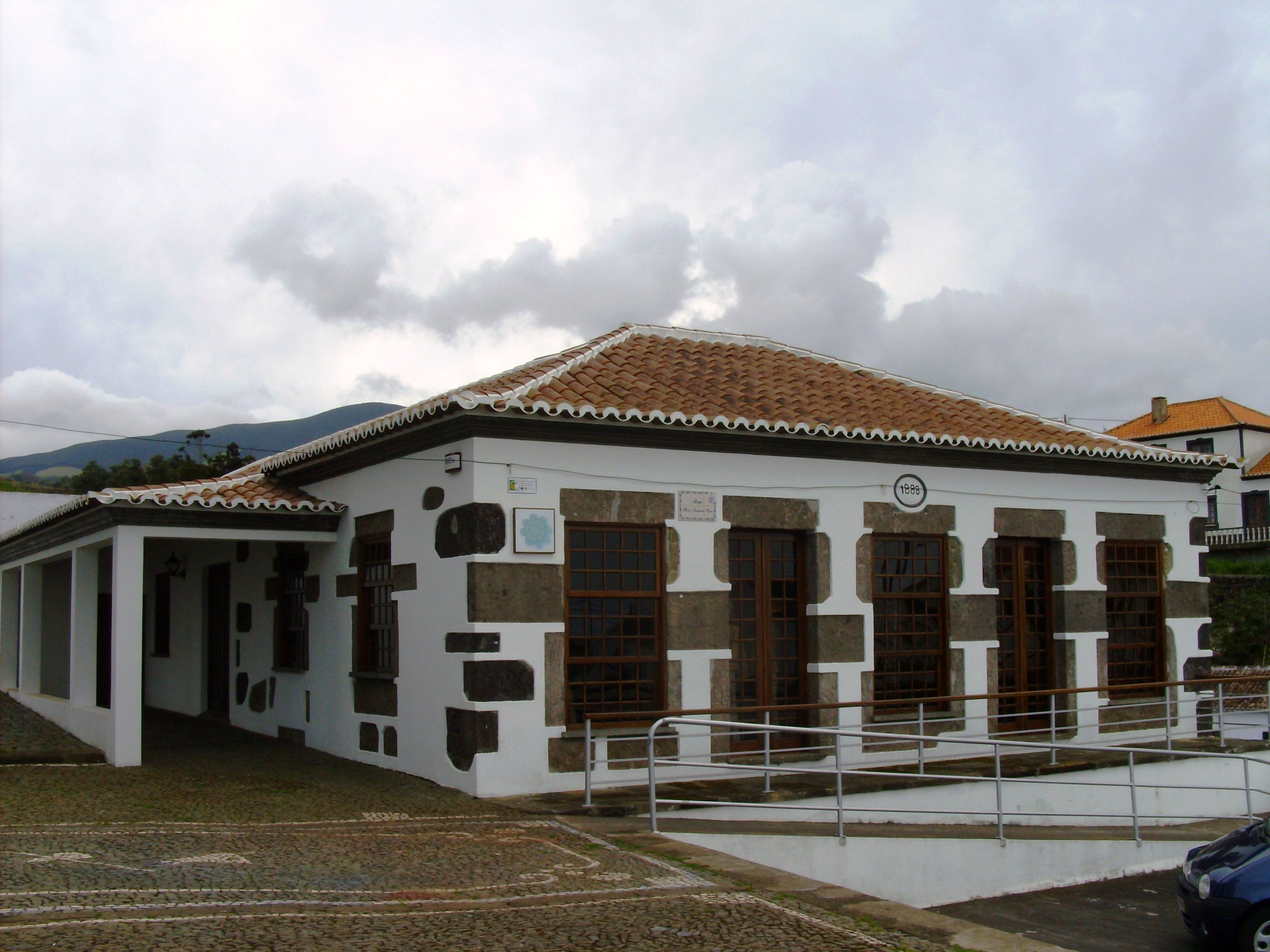
A antiga escola paroquial, hoje Museu Etnográfico dos Altares.

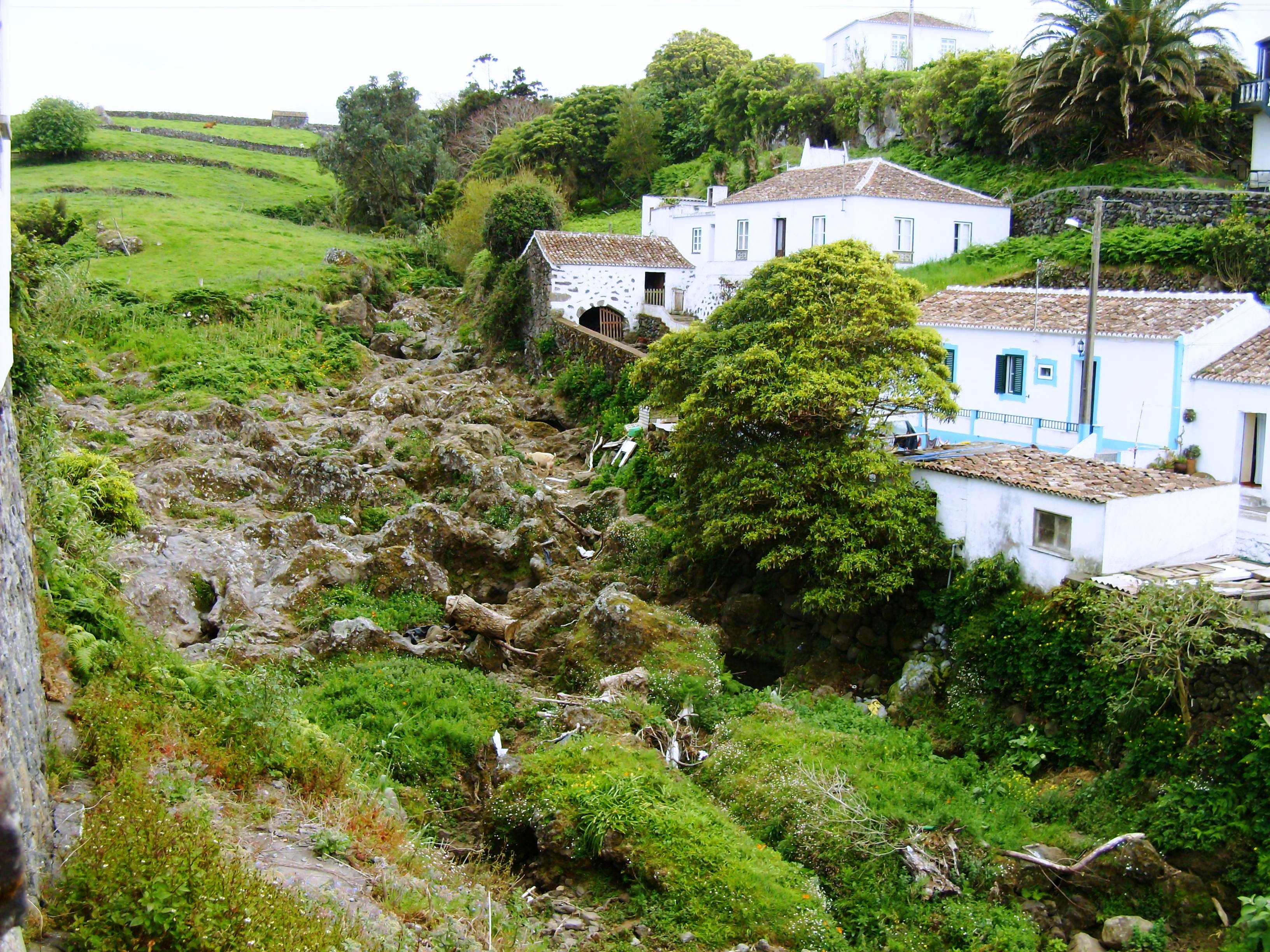
A ribeira de São Roque, acima da igreja.

Altares é uma freguesia rural açoriana do município de Angra do Heroísmo,  com 31,2 km² de área e 849 habitantes (censo de 2021). A sua densidade populacional é 27,2 hab./km². A freguesia situa-se no noroeste da ilha Terceira, a cerca de 19 km da cidade de Angra do Heroísmo, confinando a leste com a freguesia dos Biscoitos (já no concelho da Praia da Vitória), a oeste com a freguesia do Raminho, a norte com o mar e a sul e sudoeste, ao longo dos bordos da Caldeira de Santa Bárbara (parte da freguesia), com as restantes freguesias do oeste da Terceira. É uma das mais antigas freguesias da ilha, tendo sido fundada antes do ano de 1480.

## Descrição geral
A freguesia dos Altares (topónimo que parece ter resultado da contracção das palavras Altos Ares) localiza-se na encosta noroeste da ilha Terceira, ocupando uma extensa faixa da encosta norte do maciço da Serra de Santa Bárbara, desde o bordo sul e oeste da Caldeira de Santa Bárbara (que faz parte do território da freguesia) até às barrocas do mar, na costa norte da ilha. A freguesia é limitada a leste pelo curso da Ribeira do Pamplona (que também serve de limite ao concelho de Angra do Heroísmo) e a oeste por uma linha que passando pelo cume do Pico Rachado (827 m de altitude) vai até ao mar. Esta linha segue inicialmente o curso da Ribeira dos Gatos, mas depois desvia-se para oeste, por forma a incluir no território da freguesia o Cerro da Ribeira dos Gatos, a Canada dos Morros e a parte urbana dos prédios sitos a oeste daquele arruamento.
O território da freguesia sobe em anfiteatro a partir da costa, primeiro de forma relativamente suave, mas atingindo declives acentuados nas altas vertentes da Serra de Santa Bárbara, onde nascem as ribeiras dos Gatos, de São Roque, das Lajinhas, da Lapa e do Pamplona.
A região dos Altares é atravessada por uma zona de fractura, radial em relação ao vulcão de Santa Bárbara, instalada ao longo de um alinhamento que se inicia no bordo da Caldeira de Santa Bárbara, nas imediações do Pico Rachado (que atravessa, deixando um profundo rejeito que racha o monte, daí o seu nome), prolongando-se para norte em direcção à costa. Sobre este alinhamento instalaram-se, por erupção fissural no período pós-abatimento da caldeira, poderosas domas traquíticas que formam o Pico Rachado, o Biscoito das Cales e o Cerro da Ribeira dos Gatos, com alguns pequenos picos e cabeços de permeio. Estas formações são resultado do vulcanismo secundário, pós-caldeira, de natureza traquítica e acompanhado pela emissão de volumosos depósitos de bagacinas pomíticas, que se instalou nos flancos oeste e norte da Serra de Santa Bárbara após o seu colapso. Na zona do Pico Rachado, para além da presença de espessas massas de traquito cinzento escuro rico em fenocristais, são frequentes os depósitos de obsidiana negra.
A zona costeira da freguesia é formada por uma vertente convexa, de declives suaves, instalado sobre um complexo de escoadas basálticas, algumas delas de grande espessura (mais de 30 m) formadas durante as erupções da fase inicial do vulcão de Santa Bárbara. A formação está recoberta por um manto de material piroclástico, relativamente espesso, proveniente da fase de formação da caldeira de Santa Bárbara, localmente espessado por depósitos de vertente e pelo material carreado por lahars formados durante a erupção que formou o Pico Rachado. A formação é atravessada por espessos diques lávicos verticais, bem visíveis na arriba costeira, e por pequenos cones secundário (a norte das Presas, no Pico Baixa-a-Baixa e no Pico Matias Simão, estando este último dissecado pela erosão marinha). A erosão marinha, muito activa na costa noroeste da ilha, exposta às tempestades do Atlântico Norte, talhou uma arriba vertical, em geral de 40 a 50 m de altura, mas que atinge os 153 m acima do nível médio do mar nas arribas do Pico Matias Simão.
Os solos da freguesia, com excepção dos sitos sobre as domas traquíticas, são andossolos relativamente profundos, em boa parte derivados de material carreado por lahars e por movimentos de massa a partir da zona do Pico Rachado. Na parte mais ocidental da freguesia, particularmente a oeste das Cales, os solos são derivados de depósitos pomíticos, existindo uma espessa camada de bagacina esbranquiçada, o que levava a que fosse necessário proceder a grande movimentações de terra para manter a sua fertilidade. Na zona das Achadas, a cerca de 1 m de profundidade, existe um paleossolo, recoberto pelos depósitos do Pico Matias Simão, de natureza argilosa, produzindo um sofrível barro, utilizado para fabrico de telhas cerâmicas e para olaria grosseira.
A freguesia situa-se numa zona de boas terras agrícolas, outrora grandes produtoras de trigo e pastel, hoje quase inteiramente dedicadas à principal bovinicultura leiteira, a principal actividade económica da freguesia. O Cerro das Cales é uma importante zona florestal, com grandes extensões de bosque de eucalipto e de acácia, e o Cerro da Ribeira dos Gatos, para além de floresta de acácia, é uma zona de pequenos pomares de laranjeiras e macieiras, hoje em boa parte abandonados devido à falta de mão-de-obra.
No interior da freguesia situa-se a Gruta do Natal, uma cavidade vulcânica resultante da formação de um tubo lávico durante a erupção dos Picos Gordos. Sobre a gruta, ocupando uma depressão de abatimento resultante da erupção, situa-se a Lagoa do Negro, uma pequena lagoa rica em biodiversidade.

### Hidrografia
Apesar de atravessada por diversos cursos de água, a freguesia é pobre em recursos hídricos já que as ribeiras existentes são hoje de carácter torrencial, correndo de forma efémera apenas após chuvadas intensas. Assim não era nos tempos da colonização, de vez que a floresta e as turfeiras então existentes tinham um efeito regularizador, mantendo pequenos caudais nas principais ribeiras durante quase todo o ano.
São as seguintes as ribeiras que atravessam a povoação (de leste para oeste):
- Ribeira do Pamplona, que delimita freguesia (e simultaneamente o concelho de Angra do Heroísmo) dos Biscoitos no lugar da Arrochela;
- Ribeira da Lapa, uma das mais caudalosas da freguesia;
- Ribeira da Luz;
- Ribeira de São Roque, junto da qual se ergue a igreja paroquial e se concentra a zona central da freguesia, designada por Lugar. Esta ribeira tem como afluente na sua margem esquerda a Ribeira das Lajinhas;
- Ribeira dos Gatos.

Na zona alta da freguesia situam-se a Lagoa do Negro e a Lagoa do Cerro, duas pequenas lagoas de grande beleza, rodeadas por vegetação endémica de grande interesse para a conservação da natureza.

### Povoamento e demografia
O povoado dos Altares é de carácter essencialmente linear, estendendo-se de leste para oeste ao longo da estrada que circunda a ilha, ocupando uma estreita faixa de terreno que se situa entre os 80 e os 120 m de altitude. Algumas canadas (vias secundárias) estendem-se para o interior da ilha, mas em geral não se afastando muito do eixo principal do povoado, com excepção da Canada dos Morros (no limite da freguesia com o Raminho), com povoamento que se estende até à Silveira, a 150 m de altitude, e da Canada do Rego, a via que liga os Altares a Angra do Heroísmo pelo interior da ilha, que é habitada até perto dos 150 m de altitude.
A freguesia conta cinco lugares relativamente diferenciados:
- Arrochela, no limite leste da freguesia, um povoado cuja maior parte das habitações se situa em território dos Biscoitos e cuja população está ligada àquela freguesia;
- Achadas, uma região plana sita a leste do centro da freguesia, incluindo o lugar da Fonseca e a Canada do João Borges;
- Canada do Rego, um prolongamento da freguesia para o interior da ilha ao longo da estrada que se dirige para Angra do Heroísmo;
- O Lugar, o principal centro da freguesia, incluindo o Patim, a Canada do Pelâme, a Canada das Cales, a Canada do Saco, a Canada dos Engenhos e a Rua Nova, onde se localiza a igreja paroquial e quase todas as instituições sediadas nos Altares e onde reside a maioria da população;
- Ribeira dos Gatos, um povoado sito nas margens da ribeira do mesmo nome e na encosta leste do Cerro da Ribeira dos Gatos. O nome da ribeira deriva de um dos descendentes de Fernando Anes Gato, que teve terras naquela zona;
- Canada dos Morros, incluindo a Cruz do Marco, a Vinha Velha e a Silveira, um lugar anichado na encosta oeste do Cerro da Ribeira dos Gatos, no limite com a freguesia do Raminho.

Em 1612 a freguesia dos Altares, então com um território que se estendia da Ponta da Fajã (hoje na Serreta) até à Ponta Negra (hoje nos Biscoitos), tinha mais de 200 fogos. Em 1838, ainda com aqueles limites, contava 2 232 habitantes, com 479 fogos.
A partir de 1864, ano em que se realizou o primeiro recenseamento pelos modernos critérios demográficos, a evolução da população da freguesia foi a seguinte:
| Distribuição da População por Grupos Etários | Distribuição da População por Grupos Etários | Distribuição da População por Grupos Etários | Distribuição da População por Grupos Etários | Distribuição da População por Grupos Etários |
| -------------------------------------------- | -------------------------------------------- | -------------------------------------------- | -------------------------------------------- | -------------------------------------------- |
| Ano                                          | 0-14 Anos                                    | 15-24 Anos                                   | 25-64 Anos                                   | > 65 Anos                                    |
| 2001                                         | 181                                          | 153                                          | 412                                          | 138                                          |
| 2011                                         | 153                                          | 130                                          | 496                                          | 122                                          |
| 2021                                         | 116                                          | 92                                           | 471                                          | 170                                          |

A evolução da freguesia dos Altares foi desde cedo marcada pela emigração, primeiro para o Brasil, depois para os Estados Unidos da América e finalmente para o Canadá. Ao longo do século XX, a população da freguesia foi controlada pelas políticas de imigração dos Estados Unidos: a entrada em vigor do Johnson-Reed Act, fixando quotas que excluíam quase totalmente os cidadãos portugueses, restrição que se prolongou até depois da Segunda Guerra Mundial, induziu um forte crescimento da população, que se prolongou até meados da década de 1960; depois, graças à facilitação da emigração açoriana para os Estados Unidos em consequência do Kennedy-Pastore Act, a população entrou em rápido declínio, ainda não tendo estabilizado, apesar da emigração ter virtualmente cessado há mais de uma década. No caso dos Altares, a emigração para os Estados Unidos da América dirigiu-se essencialmente para a Califórnia, formando um numerosa e influente colónia no vale de San Joaquin e em torno da cidade de Artesia, localidade onde hoje residem mais altarenses e seus descendentes do que na freguesia de origem.

## História

### Cronologia
- 1480 – Fundação da freguesia dos Altares, concelho de Angra do Heroísmo.
- 1525 – Fundação da Ermida de Santa Catarina, dos Altares,[12] da família Pamplona, edificada em 1525 e em torno da qual cresceu o lugar da Arrochela;
- 1530 – Fundação da Ermida de São Mateus dos Altares,[13] erecta por Margarida Valadão, filha de João Valadão, um dos primeiros povoadores da ilha Terceira.
- 1828 – 1 de Outubro, Motim dos Altares, um levantamento popular pró-absolutista de resistência ao movimento liberal que congregou cerca de 1500 apoiantes de D. Miguel I de Portugal. O motim foi liderado por João Moniz Corte Real, com o apoio do seu parente João Moniz de Sá, um morgado residente na Arrochela. Os revoltosos receberam pelo Porto dos Biscoitos armamento proveniente da ilha do Faial.

### Povoamento
Situada em terrenos relativamente planos, com solos férteis, apesar de longe dos principais centros populacionais de Angra e da Praia, a região onde hoje se situam os Altares cedo foi colonizada. Dado o alcantilado das suas costas, acesso deverá ter sido feito a partir do porto dos Biscoitos, sito cerca de 6 km a leste, e a partir da colónia inicial fundada junto das ribeiras perenes das Quatro Ribeiras. O arroteamento dos terrenos, a julgar pela estrutura fundiária e pela morfologia dos cerrados, deve ter prosseguido de leste para oeste, sendo a zona ocidental, e aquela onde hoje se situa a freguesia do Raminho (então uma região conhecida por Folhadais), a última a ser povoada.
Com base na data de colonização da ilha e pelo que é conhecido da sua progressão ao longo da costa norte, as primeiras dadas na zona deverão ter ocorrido por volta de 1460, com a povoação a estruturar-se no último quartel do século XV.
Reconhecendo a fertilidade dos solos, na região que hoje grosso modo coincide com o território da freguesia dos Altares instalaram-se, por meados do século XV, alguns dos primeiros povoadores da ilha, que ao enriqueceram com a cultura e comércio do pastel (ainda hoje lembrada no topónimo da Canada dos Engenhos) deram origem a algumas das mais poderosas famílias terceirenses. Referindo-se à agricultura nos Altares, Gaspar Frutuoso afirma: Até à igreja de São Roque é terra muito chã, quase de meia légua de largo, e fraca, que dá pouco trigo e muito e fino pastel, que tem mor preço antre todo o outro, por ter misturada bagacina, quase como pedra pomes; custa o pastel pouco a fazer e tem menos mondas por a terra dar pouco erva..
Foram eles João Valadão, que veio para a ilha por meados do século XV, Gonçalo Álvares Pamplona (fundador da Arrochela), Manuel Borges da Costa, descendente de João Borges, o Velho, um dos primeiros habitantes da ilha, e João Álvares Homem, parente próximo de Álvaro Martins Homem, o fundador da cidade de Angra. Uma das filhas de João Valadão casou com Martim Simão (lembrado na toponímia da freguesia com o Pico de Matias Simão ou Pico de Martim Simão).
Não se conhece a data de elevação da paróquia, apenas se sabendo que foi em data anterior a 1480, dado que naquele ano já tinha pároco.  Os limites da paróquia eram relativamente indefinidos, mas incluíam todo o noroeste da Terceira, desde o então lugar da Fajã (hoje a fajã desabitada sita abaixo da Mata da Serreta e território da freguesia da Serreta) até ao lugar da Ponta Negra, incluindo a parte da Arrochela que hoje é território dos Biscoitos.
O centro da freguesia, com a sua igreja paroquial, instalou-se nas margens da Ribeira de São Roque, imediatamente a jusante da confluência da Ribeira das Lajinhas, que ao tempo, dada o coberto vegetal e a presença de largas turfeiras na zona alta, eram perenes. Esta dependência das ribeiras deve-se à escassez de águas superficiais que resulta da geologia da região, já que as nascentes existentes se situam nas faldas da Serra de Santa Bárbara, a mais de 4 km de distância e em zonas que, pela sua altitude e consequente clima, não são habitáveis.

### A estruturação do povoamento e os centros de culto
O povoamento estruturou-se em pequenos núcleos que foram coalescendo ao longo do caminho paralelo à costa, antecessor do traçado da actual Estrada Regional. Este processo levou ao aparecimento de algumas ermidas, algumas das quais foram transformadas em centros de culto. Foram elas:
- A Ermida de Santa Catarina,[17] da família Pamplona, edificada em 1525 e em torno da qual cresceu o lugar da Arrochela;
- A Igreja de São Roque, sede da paróquia, hoje transformada em igreja paroquial;
- A Ermida de São Mateus,[13] situada no Outeiro de São Mateus, vizinho à igreja paroquial, muita antiga e de grande romagem no século XVI[18]);
- A Ermida de Nossa Senhora da Luz, situada nas Achadas, nas margens da Ribeira da Luz (onde hoje existe um pequeno nicho mariano), que pertenceu à família dos Pereiras da ilha do Faial, que ali tinham terras;
- A Ermida da Mãe de Deus, nos Folhadais, hoje a igreja paroquial de São Francisco Xavier do Raminho.

Todas estas ermidas, com excepção da de Santa Catarina, estão hoje desaparecidas, embora, por volta de 1843, Jerónimo Emiliano de Andrade afirmasse que ainda restavam as paredes das ditas ermidas.

### A questão das jurisdições
Situada na zona mais afastada da ilha em relação às vilas então existentes, no período do povoamento os Altares eram, como hoje, uma zona de fronteira entre as várias jurisdições, tanto na divisão da ilha em capitanias como na delimitação concelhia.
No que respeita à divisão das capitanias, aquando da primitiva divisão do território da Terceira, feita em 1474, entre as capitanias da Praia e de Angra, o limite na costa norte da ilha foi fixado algures entre a Ponta Negra e a foz da Ribeira de Lapa, provavelmente coincidindo com a margem oeste do biscoito da Ponta Negra. Assim, aquele limite coincidia com o termo da paróquia (na configuração que teve até 1870), ficando a freguesia inteiramente no território da capitania angrense. O interesse em fazer coincidir os limites da freguesia com os da capitania explicará a pertença dos lugares da Arrochela e Ponta Negra aos Altares, com a igreja a cerca de 3 km, quando a paroquial dos Biscoitos ficava a menos de 1 km de distância.
A situação atrás descrita alterou-se em 1565, quando, ouvidas pessoas experientes na geografia da ilha, por acórdão de 1565 do Tribunal da Relação da Corte, em pleito que longamente opôs os capitães do donatário de Angra e Praia, respectivamente Antão Martins e Manuel Corte-Real, o limite avançou cerca de 5 km para noroeste. A demarcação final foi feita, recorrendo a pilotos, e ficou concluída a 8 de Julho de 1565, pondo termo a um pleito que durava há várias décadas (pelo menos de 1525) sobre o limite dos Altares. Em consequência, a parte leste da freguesia, entre o Cerro da Ribeira dos Gatos e a Ponta Negra, pertencia à capitania da Praia, enquanto a parte oeste, do Cerro da Ribeira dos Gatos ao Biscoito da Fajã, pertencia à capitania de Angra. Esta divisão não foi pacífica, tendo requerido a intervenção real, e materializou-se na instalação de um marco (ainda lembrado pela toponímia do local onde se situou, a Cruz do Marco) no extremo mais próximo do mar do Cerro da Ribeira dos Gatos, frente à boca da Canada das Almas.
No campo municipal a freguesia pertencia ao termo da vila de São Sebastião, como o atestam múltiplos documentos referentes à cultura e à fiscalidade do pastel, mas a distância dos Altares em relação à sede do concelho e o isolamento imposto pela cadeia de montanhas que se lhes entrepõe, fez com que o poder municipal fosse localmente pouco intenso e que o relacionamento preferencial se fizesse com a vila da Praia. Para complicar ainda mais esta situação, a divisão entre capitanias levava a que a jurisdição da Praia abrangesse o centro da freguesia, deixando a Canada dos Morros, os Folhadais (hoje Raminho) e a Fajã na órbita do capitão-do-donatário de Angra. Assim, se é seguro que os Folhadais (Raminho) foram sempre parte do concelho da Vila de São Sebastião, já no caso dos Altares, a partir do século XVIII foi forte a influência dos edis praienses.
A clarificação da pertença concelhia da freguesia aconteceu em 1870, ano em que o concelho de São Sebastião foi de facto extinto e se redistribuíram as freguesias da ilha. Cessou então a influência do concelho da Praia, passando os Altares a pertencer ao concelho de Angra. Nessa mesma altura foi redefinido a demarcação leste da freguesia, fixando-se o limite na Ribeira do Pamplona (que também ficou a ser limite do concelho), perdendo os Altares para os Biscoitos a Ponta Negra e a parte da Arrochela situada a leste daquela ribeira, incluindo a Ermida de Santa Catarina, sede do morgadio dos Pamplonas e durante séculos uma das referências da paróquia.

### As milícias dos Altares na Salga
Uma companhia de milícias dos Altares participou na Batalha da Salga, tendo nela morrido o seu capitão, Sebastião Coelho, considerado um bravo oficial.

### O grande motim de 1828
Durante as Guerras Liberais, a freguesia dos Altares foi uma das que maior resistência ofereceram à adesão às ideias liberais. Liderados pelo seu pároco, os altarenses, como a generalidade da população rural da Terceira, eram claramente favoráveis ao absolutismo.
Em consequência, uma das últimas tentativas dos apoiantes de D. Miguel I de Portugal na ilha ocorreu na freguesia: no dia 1 de Outubro de 1828, João Moniz Corte Real, o líder dos absolutistas terceirenses, recebeu no Porto dos Biscoitos algum armamento proveniente do Faial. Com a ajuda do seu parente, o morgado João Moniz de Sá, residente na Arrochela, transportou o material para uns cerrados sitos na margem esquerda da Ribeira de Lapa, aí assentando acampamento com cerca de 90 milicianos miguelistas.
No dia seguinte, 2 de Outubro, foi enorme a afluência de povo das freguesias do norte e oeste da Terceira, chegando o número dos presentes aos 1 500 homens, todos armados de espingardas, espadas, chuços, foices e outras armas, um exército que alarmou o poder liberal sedeado em Angra. Foram então envidas tropas pela Estrada do Mato para dispersar os amotinados, mas num primeiro recontro travado na Canada do Caldeiro, os liberais foram batidos e os seus oficiais aprisionados.
Uma segunda força, enviada pela estrada da costa oeste, teve igual sorte junto à Igreja dos Altares, tendo o seu comandante fugido a cavalo, apenas para ser capturado na Serreta. A 2 de Outubro as forças miguelistas avançaram em direcção à Praia, que nesse dia tomaram sem resistência, num processo que terminaria na Batalha do Pico do Seleiro, o comandante destas milícias foi Joaquim de Almeida Tavares do Canto.

### A separação do Raminho
Outro momento difícil na história da freguesia foi o processo de autonomização do Raminho e a definição dos seus limites ao longo da Canada dos Morros. Desde 1684 que por decisão do então bispo de Angra, D. frei João dos Prazeres, a Ermida da Madre de Deus do lugar dos Folhadais tinha cura nomeado, dada a distância a percorrer até à paroquial de São Roque dos Altares.
Na sequência de representações várias solicitando autonomia para o lugar, em 1861 o Raminho foi elevado a curato independente por provisão do bispo D. frei Estêvão de Jesus Maria, confirmada por decreto real do mesmo ano. Pouco depois, a 11 de Julho de 1878, no meio de forte contestação por parte da população dos Altares, o Raminho foi transformado em freguesia.
O principal problema centrava-se na delimitação da freguesia ao longa da Canada dos Morros, com os raminhenses a insistirem que o limite deveria coincidir com a posição do antigo marco das capitanias, na boca da Canada das Almas, e os altarenses a contrapor que o Treatro do Meio (nome resultante de ali ser montado um antigo treatro do Divino Espírito Santo) e a Canada dos Morros deveriam permanecer na sua jurisdição. Quando o decreto de criação da freguesia do Raminho colocou a Canada dos Morros na nova freguesia, os moradores não aceitaram tal inclusão: recusaram participar nas cerimónias religiosas na nova paróquia, tendo algumas crianças permanecido por baptizar, dada a recusa do pároco dos Altares que alegava falta de jurisdição.
O lugar foi reintegrado nos Altares por Decreto de 28 de Junho de 1882, mas ainda assim não acabaram os conflitos. Depois de anos de discussão, e de várias assuadas entre freguesias e do marco de delimitação ter sido movido e destruído várias vezes, o limite acabou na boca da Canada dos Morros, na Cruz do Marco, ficando o Treatro do Meio no Raminho e a Canada dos Morros nos Altares. Desta contenda resultou que as casas sitas no lado oeste da Canada dos Morros são dos Altares, mas os terrenos rústico confinantes são do Raminho. Daí que o marco de separação entre freguesias não esteja no mesmo alinhamento, o dos Altares, junto ao chafariz da Cruz do Marco, a leste da Canada dos Morros, o do Raminho quase uma centena de metros para oeste, já bem internado no Treatro do Meio, deixando uma curiosa terra de ninguém entre eles. Também a posse da coroa do antigo Treatro do Meio acabou por estar envolta num conflito que apenas se resolveu através de sentença do Tribunal da Relação de Ponta Delgada, que a atribuiu aos altarenses.

### Osterroristase ossaiotes
Em 1960, devido a uma disputa originada pela rejeição por boa parte da freguesia de um conjunto de normas referentes ao culto do Divino Espírito Santo que o então bispo de Angra, D. Manuel Afonso de Carvalho, pretendia impor, a população da freguesia dividiu-se em dois partidos, os saiotes (os que obedeceram às ordens da hierarquia da Igreja Católica e seguiram as saias do padre) e os terroristas (os que se rebelaram).
Em consequência, foi criada a Sociedade Recreativa de São Roque (dos saiotes), na qual se desenvolvem várias actividades culturais em competição com a antiga Filarmónica do Sagrado Coração de Jesus (que ficou na posse dos terroristas). Esta divisão apenas foi ultrapassada por volta de 1975-1976, extinguindo-se então a Sociedade de São Roque e sendo a sua sede doada para fundação da Santa Casa da Misericórdia dos Altares.

### A educação e a contemporaneidade
O ensino primário oficial iniciou-se na freguesia no ano de 1862, tendo o primeiro edifício da escola paroquial (o actual Museu junto à Igreja de São Roque) sido construído em 1888. Apesar disso, a escola feminina andou por diversas casas alugadas até à construção, em 1962, de um edifício escolar do Plano dos Centenários, com duas salas de aula (uma para cada sexo).  A escola do Altares foi ampliada em 1999, fazendo desde 1998 parte da Escola Básica Integrada dos Biscoitos.
A freguesia apenas teve acesso à rede eléctrica em 1969, tendo sido, a par do Raminho, a última freguesia do concelho de Angra do Heroísmo a ser integrada na rede eléctrica da ilha.
O terramoto de 1980 causou graves danos na freguesia, principalmente nos lugares da Ribeira dos Gatos e Arrochela, dele resultando duas mortes. A igreja paroquial e a maioria dos imóveis necessitaram de reconstrução, num esforço que apenas terminou no final da década.
O abastecimento domiciliário de água à freguesia apenas foi construído em meados da década de 1980, sendo a freguesia servida até então por chafarizes e por cisternas alimentadas pela chuva recolhida nos telhados.

## Etnografia e tradições
A freguesia dos Altares, pelo seu afastamento em relação aos principais centros urbanos da ilha e pelo seu relativo isolamento, é repositório de ricas tradições e lendas. As tradições da freguesia, particularmente as referntes aos seus aforismos e alguns contos, foram recolhidas na obra de Inocêncio Romeiro Enes, durante mais de cinquenta anos pároco da freguesia.
Manuel António Ferreira Deusdado inclui nos seus Quadros Açóricos uma interessante lenda centrada nos Altares.
Uma das mais curiosas lendas referenciadas nesta localidade será eventualmente a Lenda da Lagoa do Ginjal.

## Economia
A actividade económica nos Altares baseou-se ao longo dos séculos na agro-pecuária, inicialmente na cultura do pastel (de que a freguesia foi um dos principais centros de cultivo nos Açores), depois na do trigo, na do milho e na da batata-doce (para fabrico de álcool). Mais recentemente a bovinicultura leiteira com base na pastagem e na produção de milho para forragem domina a economia da freguesia, hoje uma das mais produtivas bacias leiteiras dos Açores.
Outra actividade importante na freguesia é a carpintaria e a marcenaria, áreas onde tradicionalmente foram frequentes as pequenas oficinas.
No cume do Pico Matias Simão, aproveitando um cruzeiro ali erecto, existiu nas décadas de 1950 e 1960 uma vigia da baleia, ligada à actividade de caça à baleia centrada no porto dos Biscoitos.
Na zona das Achadas, no sopé do Pico Matias Simão, existem depósitos de barro de relativa qualidade, utilizado para o fabrico de telha. Os telhais artesanais dos Altares, ligados a outros similares existentes na Praia da Graciosa, foram dos últimos a encerrar nos Açores, ainda fabricando ocasionalmente algumas telhas para reposição de telhados antigos.

## Personalidades
Os Altares têm contribuído com diversas personalidades para a vida cultural, social e política, entre as quais:
- Abel Coelho Costa, improvisador;
- Francisco Coelho do Álamo, improvisador;
- Frederico Coelho de Melo, pioneiro da aviação;
- Inocêncio Romeiro Enes, etnógrafo.
- Joaquim Esteves Lourenço, sacerdote católico e poeta;
- Manuel Cardoso do Couto, orador sacro e jornalista.

## Instituições
Apesar da importante perda de população que experimentou ao longo dos últimos cinquenta anos, a freguesia dos Altares, como é apanágio das comunidades rurais açorianas, mantém importante actividade cívica, com diversas instituições em actividade. A lista que se segue, sem ser exaustiva, demonstra-o:
- Junta de Freguesia dos Altares — de maioria socialista, a Junta de Freguesia mantém um importante conjunto de serviços à população, incluindo o apoio à biblioteca pública (que funciona na sua sede) e ao museu etnográfico local. A actual sede da Junta de Freguesia foi inaugurada em 1962.
- Paróquia de São Roque dos Altares — sendo a maioria da sua população católica, a paróquia congrega em seu torno um conjunto importante de actividades sociais. A igreja actual, cujo orago é São Roque, é resultado de várias remodelações do templo original de finais do século XV e foi concluída em 1910. No adro da igreja está inscrita a data de 1536. Apesar do padroeiro da freguesia continuar a ser São Roque, a principal festa da freguesia faz-se, no primeiro domingo de Setembro, em honra de Nossa Senhora de Lurdes, um culto introduzido na freguesia em finais do século XIX.
- Santa Casa da Misericórdia dos Altares — instituição que presta apoio domiciliário em matéria de alimentação, higiene pessoal e da habitação e de apoio sanitário aos idosos e doentes altarenses e das freguesias vizinhas.
- Irmandade do Divino Espírito Santo dos Altares — fundada no século XVI, tem o seu Império do Espírito Santo dos Altares construído em 1903.  A dispensa, anexa ao edifício da Junta de Freguesia, foi inaugurado em 1960. Ao longo da década de 1960 a irmandade atravessou tempo conturbados, com a divisão entre terroristas e saiotes, e a consequente excomunhão dos seus membros mais proeminentes, a impedir que as coroações se fizessem na igreja, surgindo um novo conjunto de coroas que eram usada para esse fim. A irmandade celebrava o bodo no Domingo de Pentecostes, ficando reservado aos saiotes o bodo do Domingo da Trindade. A rivalidade levou a que os bodos dos Altares fossem então dos mais abundantes e concorridos da ilha.
- Casa do Povo dos Altares — fundada em 20 de Fevereiro de 1976, está instalada num edifício próprio, inaugurado a 2 de Agosto de 1987. Mantém na sua sede um posto de atendimento dos serviços de segurança e solidariedade social, com atendimento em matérias que vão desde as pensões e contribuições para o sistema de segurança social até ao apoio aos idosos e às famílias beneficiárias do Rendimento Social de Inserção, para além de um posto médico e de enfermagem integrado no Serviço Regional de Saúde.
- Sociedade Filarmónica do Sagrado Coração de Jesus — instituição centenária que, para além de manter na sua sede um local de convívio aberto ao público, dispõe de moderna sala de espectáculos onde são realizados eventos sociais, teatro, cinema (embora em anos recentes sem a frequência que em tempos teve), concertos e apresentadas as tradicionais danças de Carnaval. Fundada em 1881 por iniciativa do pároco dos Altares, Monsenhor José Alves da Silva, que foi também seu professor de música, é a quarta filarmónica em antiguidade na ilha Terceira. Abrilhantou todas as festas religiosas e profanas da freguesia até 1935, ano em que foi adquirido um órgão para a igreja paroquial.
- Grupo de Teatro Pedramó — grupo fundado em 1978 e que desde então vem ininterruptamente apresentando um conjunto diversificado de peças teatrais de diversos géneros, sendo o herdeiro das antigas comédias da freguesia.
- Grupo Desportivo Altarense — ligado à Casa do Povo, mantém uma equipa de futebol e diversos escalões de formação noutras modalidades, cabendo-lhe também a gestão do campo de futebol da freguesia.
- Museu Etnográfico dos Altares — instalado na antiga escola paroquial, sita no adro da igreja, o museu etnográfico dispõe de uma importante colecção de instrumentos ligados à agricultura e a outras actividades tradicionais do mundo rural açoriano e de uma exposição sobre a fauna, flora e ecologia da ilha Terceira.
- Grupo 217 - Altares, da Associação dos Escoteiros de Portugal.
- Secção Destacada da Associação Humanitária de Bombeiros Voluntários de Angra do Heroísmo, com quartel sito às Presas. Em serviço 24 horas por dia estão pessoal e equipamentos de combate a fogos, de primeiros socorros e evacuação sanitária (ambulância) e de protecção civil. O quartel serve todo o noroeste da ilha Terceira.